# The Very Best of Diana Krall
The Very Best of Diana Krall – album Diany Krall będący zestawieniem jej najbardziej rozpoznawalnych utworów i interpretacji evergreenów.
Płyta dotarła do samego szczytu zestawienia OLiS i osiągnęła certyfikat platynowej.

## Lista utworów
Edycja standardowa
| 1.  | „'S Wonderful” (George Gershwin, Ira Gershwin)                           | 4:26    |
|     |                                                                          |         |
| 2.  | „Peel Me a Grape” (Dave Frishberg)                                       | 5:50    |
|     |                                                                          |         |
| 3.  | „Pick Yourself Up” (Dorothy Fields, Jerome Kern)                         | 3:01    |
|     |                                                                          |         |
| 4.  | „Frim Fram Sauce” (Redd Evans, Joe Ricardel)                             | 5:01    |
|     |                                                                          |         |
| 5.  | „You Go to My Head” (J. Fred Coots, Haven Gillespie)                     | 6:47    |
|     |                                                                          |         |
| 6.  | „Let's Fall in Love” (Harold Arlen, Ted Koehler)                         | 4:19    |
|     |                                                                          |         |
| 7.  | „The Look of Love” (Burt Bacharach, Hal David)                           | 4:41    |
|     |                                                                          |         |
| 8.  | „East of the Sun (And West of the Moon)” [Live in Paris] (Brooks Bowman) | 5:46    |
|     |                                                                          |         |
| 9.  | „I've Got You Under My Skin” (Cole Porter)                               | 6:09    |
|     |                                                                          |         |
| 10. | „All or Nothing at All” (Arthur Altman, Jack Lawrence)                   | 4:33    |
|     |                                                                          |         |
| 11. | „Only the Lonely” (Jimmy Van Heusen, Sammy Cahn)                         | 4:16    |
|     |                                                                          |         |
| 12. | „Let's Face the Music and Dance” (Irving Berlin)                         | 5:17    |
|     |                                                                          |         |
| 13. | „The Heart of Saturday Night” (Tom Waits)                                | 4:06    |
|     |                                                                          |         |
| 14. | „Little Girl Blue” (Richard Rodgers, Lorenz Hart)                        | 5:38    |
|     |                                                                          |         |
| 15. | „Fly Me to the Moon” [Live in Paris] (Bart Howard)                       | 5:44    |
|     |                                                                          |         |
|     |                                                                          | 1:15:34 |
|     |                                                                          |         |
Edycja specjalna
Oprócz płyty audio z powyższą listą utworów, album zawiera poniższe nagrania wideo.
1. „Narrow Daylight”
2. „Let's Face the Music and Dance” (Irving Berlin)
3. „The Look of Love” (Burt Bacharach, Hal David)
4. „Temptation”
5. „Almost Blue” (Elvis Costello)
6. „Abandoned Masquerade”
7. „Fly Me to the Moon” (Bart Howard)
8. „The Girl in the Other Room” (Diana Krall, Elvis Costello)
9. „What Are You Doing New Year's Eve?”